# Касах (село)
Касах (вірм. Քասախ) — село Котайської області у Вірменії.

## Відомі уродженці
- Асатрян Ваагн Феліксович (1977—2020) — вірменський військовий діяч, полковник Збройних Сил Вірменії, Національний Герой Вірменії (2020, посмертно).
- Ріпсіме Хуршудян (нар. 1987) — чемпіонка Європи з важкої атлетики.